# Teodor Ionescu
Teodor Ionescu, ortografiat și Theodor Ionescu, (n. 17 iunie 1882 – d. 1953) a fost un general român, care a luptat în cel de-al doilea război mondial.
Grade: sublocotenent - 01.07.1907, locotenent - 01.07.1910, căpitan - 01.04.1915, maior - 01.04.1917, locotenent-colonel - 01.04.1920, colonel - 25.03.1928, general de brigadă - 16.10.1935.
A fost înaintat la gradul de general de divizie cu începere de la data de 8 iunie 1940.
A fost decorat la 7 noiembrie 1941 cu Ordinul „Steaua României” cu spade în gradul de Mare Ofițer cu panglică de „Virtutea Militară” „pentru destoinicia cu care a condus Corpul de Armată în bătălia de la Odesa. Acționând viguros zi și noapte a distrus rezistența inamicului din regiunea Gniliacovo, contribuind în cea mai largă măsură la înfrângerea totală a inamicului în bătălia dela Odesa”.
General de corp de armată din 18 iulie 1942.
Comandant al Corpului 1 armată din 12 iunie 1940 - 18 martie 1943.
Bustul său, realizat în 1921 de sculptorul Filip Marin, se află în cimitirul ortodox din municipiul Călărași.

## Decorații
- Ordinul „Steaua României” cu spade în gradul de Mare Ofițer cu panglică de „Virtutea Militară” (7 noiembrie 1941)[2]